# Đuông dừa
Đuông dừa, đuông chà là, mọt cọ đỏ, mọt cọ châu Á (Asian palm weevil), bọ Sago hay ấu trùng Sago (danh pháp khoa học: Rhynchophorus ferrugineus) là một loài côn trùng trong họ bọ vòi voi (Curculionidae) sinh sống ở các vùng nhiệt đới thuộc châu Á. Ấu trùng của loài bọ này sinh sống chủ yếu trong thân cây dừa. Chúng cũng thích cây cau, cây chà là (một cây có họ hàng với cau, trồng để lấy quả), cọ Sago và được người dân địa phương coi chúng là một món ăn ngon và bổ dưỡng

## Đặc điểm

Đuông dừa ở Papua New Guinea

Giới tính: Đuông đực và cái nhìn bề ngoài rất khó phân biệt và phải dựa vào đặc điểm vòi của chúng. Vòi con đực sẽ ngắn hơn vòi con cái và có một nhúm lông tơ màu vàng hoặc nâu sẫm nằm phía đầu của vòi. Con cái thì không có lớp lông này.
Con cái trưởng thành bay tới các thân cây dừa và dùng vòi đục lỗ thân cây dừa hoặc lợi dụng những kẽ nứt tự nhiên trên thân cây hoặc thông qua các vết thương, lỗ hang do kiến vương đục trên thân cây, cuống lá trước đó để xâm nhập vào những phần mềm của cây. Khi vào bên trong, chúng đẻ vài chục tới vài trăm quả trứng. Ngoài ra chúng cũng có thể đẻ trứng trực tiếp trên các phần mềm gần đỉnh sinh trưởng.
Trứng có hình màu trắng, thon dài, trông như hạt gạo (không phải hình tròn như trứng kiến vương), dài từ 1 - 2,5 mm. Sau khoảng 3, 4 ngày trứng sẽ nở ra ấu trùng có màu trắng và không có chân (khác với ấu trùng kiến vương có 3 cặp chân), màu vàng nhạt, phình to ở phần giữa thân, đầu màu nâu đỏ. Ở giai đoạn L3 chúng có thể đạt chiều dài từ 40 – 50 mm. Ấu trùng của đuông sống từ 50 - 70 ngày trong thân cây trước khi hóa nhộng
Nhộng: Đuông có vòng đời khác một chút so với các loài bọ cánh cứng khác, nó có đến 5 giai đoạn phát triển (không phải 4 như kiến vương). Tới giai đoạn L3, ấu trùng cơ thể béo mập sẽ tạo một kén hình bầu dục (Cocoon) bằng các sợi xơ có trong thân cây (dừa, chà là) hoặc trong các bẹ lá trên ngọn. Trong cái kén này, con đuông mới chính thức hóa thành nhộng. Giai đoạn nhộng kéo dài khoảng 15 - 20 ngày. Khi trưởng thành, nó chui ra khỏi kén, bay ra ngoài để tìm bạn tình.

## Tác hại
Ấu trùng có hàm rất khoẻ, ăn mạnh và có thể ăn cả phần nhu mô lẫn phần sợi già của cây dừa. Khi mới nở ấu trùng đục, bào vào phía trong thân cây hoặc vào bó lá ngọn. Khi tấn công vào bó lá ngọn thì chúng cắn phá củ hủ, làm cho củ hủ bị hư thối, dẫn đến hư đỉnh sinh trưởng, các lá ngọn héo vàng và đổ ngã xuống, cây chỉ còn những lá già xanh, rồi các lá già cũng từ từ rụng đi. Khi phát hiện thì đã muộn, cây dừa đã chết bởi đám sâu béo mũm mĩm đang bò bên trong đã đục rỗng ruột thân cây.
Quan sát kỹ sẽ thấy có nhiều kén của sâu ở các bẹ lá ngọn thân. Nếu bị tấn công trên thân, cây vẫn còn sống, nhưng cho năng suất giảm. Trong trường hợp này trên thân thấy có nhiều lỗ đục nhỏ, đường kính khoảng 1-2 phân, có xác bã rơi ra ở mỗi lỗ đục và ít nhựa màu nâu rỉ ra, chảy dọc theo thân, có thể ngửi thấy mùi khai bốc ra từ các lỗ đục này do các mô bên trong bị lên men. Trường hợp nặng cây có thể bị gẫy ngang do thân cây đã bị rỗng.
Với những cây dừa bị đuông tấn công, phần ngọn sẽ chết, lá dừa khô héo. Áp tai vào thân dừa, bạn có thể nghe thấy tiềng xào xạo là do các ấu trùng đang ăn tạp bên trong. Đuông có thể gây hại cho cây dừa quanh năm, nhưng thường tập trung nhiều vào mùa mưa từ tháng 7 đến tháng 10.

## Ẩm thực
Ấu trùng được coi là một món ăn trong nhiều khu vực ở nhiều nước Đông Nam Á với nhiều phiên bản biến tấu khác nhau. Chúng được coi là một đặc sản ở Malaysia, Thái Lan và ở miền đông Indonesia gần Maluku, và Papua New Guinea. Vị của đuông được mô tả như kem sống, không giống như thịt xông khói hoặc thịt khi nấu chín. Chúng thường được chuẩn bị với bột cao lương. Tại New Guinea, sâu cao lương được rang để dành kỷ niệm dịp đặc biệt.
Chúng được ăn sống hoặc rang, và được coi là một bữa ăn giàu chất dinh dưỡng đặc biệt nhất trong số các dân tộc thiểu số như người Dayak, người Asmat, người Korowai, các dân tộc miền nam New Guinea cũng giữ ấu trùng này như một nguồn thực phẩm. Khi ăn sống thì phải ngắt đầu chúng ra vì chúng có thể cắn vào lưỡi. Ở Việt Nam, những ấu trùng này thường được ăn sống với nước mắm. Các phương pháp khác bao gồm nấu nướng và hấp, được ăn kèm với gạo nếp và rau sống hoặc nấu với cháo.

## Việt Nam
Đuông dừa, đuông chà là hiện đang là đặc sản được ưa chuộng ở các thành phố lớn. Trước đây nông dân thường bắt chúng cho gà ăn. Nhiều người sau đó ăn thử ấu trùng và thấy khá ngon. Quanh năm do ấu trùng chỉ ăn cổ hũ dừa nên thịt chúng có vị thơm của dừa kết hợp với vị ngậy của ấu trùng đã biến chúng thành một món ăn giàu chất dinh dưỡng và khó kiếm.
Do không đáp ứng được như cầu tiêu thụ, nhiều gia đình quyết định nuôi thử tại gia, và nhiều người trong số đó đã thành công. Tuy nhiên việc nuôi đuông tại nhà bị cấm (chẳng hạn như tại Chỉ thị số 01/2015/CT-UBND của do Tỉnh Bến Tre ban hành) do có thể phát tán ra môi trường tự nhiên phá hoại các vườn dừa.
Trung bình một kg đuông dừa có giá khoảng 400 ngàn đồng, có những thời điểm hiếm hàng, giá đội lên 700 - 800 ngàn nhưng vẫn không đáp ứng được nhu cầu thưởng thức món đặc sản đậm chất miền Tây này.